# The Age of Dead Christ
The Age of Dead Christ è l'undicesimo album in studio del gruppo musicale Necrodeath, pubblicato il 2018 dalla Scarlet Records.

## Tracce
1. The Whore of Salem – 3:38
2. The Master of Mayhem – 2:45
3. The Order of Baphomet – 2:36
4. The Kings of Rome – 2:53
5. The Triumph of Pain – 3:48
6. The Return of the Undead – 4:11
7. The Crypt of Nyarlathotep – 4:12
8. The Revenge of the Witches – 4:15
9. The Age of Dead Christ – 4:33

## Formazione
- Flegias – voce
- Pier Gonella – chitarra
- GL – basso
- Peso – batteria